# Erster Deutscher Schriftstellerkongress
Der Erste Deutsche Schriftstellerkongress fand vom 4. bis 8. Oktober 1947 in Berlin statt. Er war der erste Schriftstellerkongress, der sich trotz der Teilung Deutschlands nach dem Zweiten Weltkrieg in vier Besatzungszonen als gesamtdeutsch verstand.
Damit war er auch der letzte gesamtdeutsche Schriftstellerkongress, denn sieben Monate später in Frankfurt beim „Zweiten Deutschen Schriftstellerkongress“ fehlten die Autoren der Sowjetischen Besatzungszone. Die Frankfurter Veranstaltung war die Keimzelle der Gruppe 47, während der Erste Schriftstellerkongress den Keim der Kulturauffassung der DDR in sich trug; einer der Mitorganisatoren etwa, Johannes R. Becher, wurde später erster Minister für Kultur der DDR.

## Veranstaltungsorte und Organisatoren
An der im Hebbel-Theater und in den Kammerspielen (heute Deutsches Theater Berlin) ausgetragenen Veranstaltung nahmen über 280 Schriftsteller teil, davon kamen weniger als die Hälfte aus Berlin. Drei der vier Besatzungsmächte unterstützten den Kongress, präsent war vor allem die Sowjetische Militäradministration SMAD mit ihren Kulturoffizieren. Die Idee ging auf den Schriftsteller und Widerstandskämpfer gegen den Nationalsozialismus Günther Weisenborn zurück, der sich im zerstörten Berlin einen „Kongress der Gehirne, ein Orchester der Temperamente“ wünschte. Organisiert wurde der Kongress vom Kulturbund zur demokratischen Erneuerung Deutschlands (später Kulturbund der DDR) und dem Schutzverband Deutscher Autoren.

## Ablauf

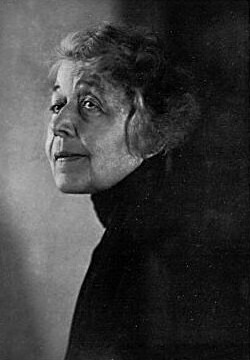
Ricarda Huch war die „Grande Dame“ des Kongresses; sie eröffnete und beschloss ihn.

Auf dem Einladungsschreiben stand, man wolle „Deutschland und der Welt zeigen, dass jetzt bei uns Kräfte am Werk sind, die für eine Erneuerung der deutschen Literatur in einem weltoffenen Geist eintreten.“ Nach der Begrüßungsfeier am Abend des 4. Oktober fand am 5. Oktober eine öffentliche Gedenkfeier „Tod und Hoffnung“, gefolgt von Grußansprachen durch Ricarda Huch, Wilhelm Unger, den Vorsitzenden des Internationalen P.E.N. in London, Hermon Ould und anderen statt. Dann zog die sowjetische Delegation ein. Die Folgetage brachten Arbeitssitzungen zu Fragen wie der inneren und äußeren Emigration, dem fehlenden Nachwuchs, politischer Dichtung, „Sprachverwilderung“, der schwierigen Lage des Buchhandels und des Verlagswesens nach dem Krieg. Einigkeit bestand darüber, dass die Literatur antifaschistisch sein müsse. Es wurde eine Entschließung gegen den Antisemitismus verabschiedet.
Am Vormittag des 7. Oktober kam es zum einzigen Eklat der Veranstaltung: Der amerikanische Journalist und Schriftsteller Melvin Lasky hielt einen Vortrag über Zensur und ließ auch die Zensur sowjetischer Schriftsteller durch ihre Regierung nicht unerwähnt. Der Tagungsvorsitzende an dem Vormittag, Günther Birkenfeld, hatte Schwierigkeiten, die Proteste des Publikums zu bändigen, Lasky konnte nur unter Schwierigkeiten seine Rede beenden. Während die Kongressveranstalter sich verabredungsgemäß eines Kommentars über politische Äußerungen ausländischer Kollegen enthielten, bestand die SMAD auf einer Replik. Am Nachmittag desselben Tages hielt der russische Schriftsteller Walentin Katajew eine polemische Rede gegen Lasky, dem er Kriegstreiberei und die Unfähigkeit zu schreiben vorwarf.
Zu den bekannten Schriftstellern und Verlegern gehörten Ricarda Huch, Günther Weisenborn, Anna Seghers, Elisabeth Langgässer, Klaus Gysi, Wolfgang Harich, Alexander Abusch, Ernst Niekisch, Willi Bredel, Stephan Hermlin, Ernst Rowohlt und Bruno Kaiser.